# Квинт Мумий
Квинт Мумий (на латински: Quintus Mummius) e политик на Римската република през 2 век пр.н.е.

## Биография
Произлиза от плебейската фамилия Мумии. Брат е на Луций Мумий.
През 187 пр.н.е. той е народен трибун с колеги брат му Луций Мумий и с Марк Абурий, Квинт Петилий и Квинт Петилий Спурин. Консули тази година са Марк Емилий Лепид и Гай Фламиний. С брат си Луций Мумий е в опозиция на Сципионите. През 177 пр.н.е. служи при брат си и се бие в Сардиния.